# Middelalderlig arkitektur
Middelalderlig arkitektur er den arkitektur, som var almindelig i middelalderens Europa. Flere stilperioder sås både tidsmæssigt og regionalt. Særligt kirkelige bygninger er godt bevaret, men også borge og fæstninger er vigtige i middelalderlige arkitektur.

## Karakteristik

### Religiøs arkitektur
Det latinske kors-plan er almindeligt i middelalderlig ekektisk arkitektur som f.eks. de romanske basilikaer. Det består af et kirkeskib, transept og alteret står mod øst. Katedraler der var påvirket af eller bestilt af Justinian 1. benyttede byzantinsk stil på kuplerne og græsk kors med alteret i den østlige ende.
I den tidlige middelalder i Norge opførtes en del stavkirker med ornamenter med inspiration fra vikingetidens kunst.

### Militær arkitektur
Overlevende eksempler på middelalderlig sekulær arkitektur tjente hovedsageligt til forsvar. Borge og bymure er det mest markante ikke-religiøse eksempler på middelalderlig arkitektur. Vinduerne var små for at yde beskyttelse og gøre det svært for angribere at skyde ind. Ofte fik de kors-form af æstetiske årsager og for at give beskyttelse samtidig med, at det var muligt at forsvare sig ved at skyde med armbrøst. De små vinduer gav begrænset lys i rummene. Krenelering (skydeskår) på toppen af mure og på taget gav beskyttelse for bueskytter, der med langbue kunne forsvare bygningen eller byen.
Både byer og borge har haft grave til beskyttelse. De kunne være tørgrave eller fyldt med vand. Nogle borge har haft flere kredse af voldgrave og eller mure. De kaldes koncentriske borge.

### Civil arkitektur
Den civile arkitektur rummer borgere og bønders bygninger. De blev som oftest opført helt i træ som bul- eller stavhuse eller i bindingsværk (med et skelet af træ). Mange bygninger blev opført med udhæng på etagerne for at give ekstra plads. Et af de få overlevende middelalderhuse er Donington le Heath Manor House Museum, der er en herregård fra 1290.
I Danmark har skiftende regenter i flere omgange forbudt opførelse af bulhuse for at få tømmer til flåden. Man har brugt stråtag, der dog har gjort, at bybrande har spredt sig hurtigt, og efter Londons brand i 1666 blev ståtage forbudt i byen. Man har også benyttet træspån og tegl.
Generelt er de bygninger dårligt bevaret, da de enten er gået til i brande, revet ned til fordel for nyt, eller ombygget i en sådan grad, at der ikke er meget tilbage af den middelalderlige arkitektur.

### Pre-romansk
Europæisk arkitektur i den tidlige middelalder kan opdeles i tidlig kristen, romansk arkitektur, russisk kirkearkitektur, nordisk arkitektur, pre-romansk arkitektur med merovingiansk, Karolingisk, ottonsk og asturiansk arkitektur.[kilde mangler] Hver periode omfatter Trachtenberg's "historicerende" og "Moderniserende" elementer, italiensk versus nordlige, spanske og byzantinske elementer, og især de religiøse og politiske manøvrer mellem konger, paver og gejstlige embedsmænd.

### Romansk
Romansk stil, der var udbredt i 1000- og 1100-årene, var den første pan-europæiske stil, da Romersk arkitektur findes i alle dele af kontinentet. Udtrykket er en moderne opfindelse baseret på dens lighed med romersk arkitektur i form og materiale. Romansk stil er karakteriseret af runde eller få spidse buer, tøndehvælvingerne og korsformede piller, der understøtter hvælvinger.

### Normannisk
Stilen opstod i Normandiet og var fremherskende i 1000- og 1100-tallet, hvor normannerne regerede primært England. Stilen havde mange af de samme elementer som romansk arkitektur. Normannerne brugte den i borge, fæstningsværker og i kirker og katedraler.

### Gotik
Elementer af gotisk arkitektur stammer fra byggeprojekter fra 1000- og 1100-tallet, særligt i området Île de France, men blev først kombineret i den form, som vi nu kender som gotik, ved Klosterkirken Saint-Denis fra 1100-tallet i Saint-Denis ved Paris.
Vertikale elementer er fremhævet i gotisk arkitektur, som har næsten et skeletstruktur i sten, store glasflader, skrabede vægge, der støttes af stræbebuer og Stræbepiller, spidse buer der giver en ogival form, ribbede stenhvælvinger, klynger af søjler og høje spir. Vinduer var glasmaleri med historier fra biblen og med scener fra helgeners liv. Disse avancerede elementer tillod at katedralerne blev bygget højere end tidligere, og der var en løbende inter-regional konkurrence i at bygge den højest mulige kirke. Variationer af gotik inkluderer teglstensgotik

## I Skandinavien
Den nordiske arkitektur omfatter bådhuse, religiøse bygninger (før og efter de kristne ankom i området) og andre bygninger, som blev bygget i vikingetiden og den tidlige middelalder. De eneste, som er bevaret til moderne tid, er stavkirker i Norge.

### I Danmark
Træhuse blev enten bygget som stavhuse eller bulhuse. Det vil sige, at plankerne enten var vertikale som på en stavkirke eller horisontale.
Inden middelalderen havde husene husdyr i den ene ende og beboelse i den anden. Det gik man bort fra i middelalderen, og man byggede separate bygninger til husdyrhold. Ligeledes opførtes også særlige bygninger til opbevaring af afgrøder. I middelalderen flyttede mange til nye byer. I byerne var der flere rum til håndværkere og købmænd, der havde brug for værksted, butik eller lager. Huse med butik have dem vendt mod gaden for at øge tilgængeligheden for kunderne. Bygninger i flere etager kendes også.
Herremænd havde oftere store gårde eller mindre borganlæg og kunne godt eje et hus i byen. Kongen havde ikke en fast bopæl, men rejste rundt i landet og havde derfor boliger mange steder. Flere var mere slot end borg.